# Peter David Lax
Peter David Lax (Budapest, 1º maggio 1926 – New York, 16 maggio 2025) è stato un matematico statunitense, noto per importanti contributi a vari campi: sistemi integrabili, fluidodinamica e onda d'urto, fisica dei solitoni, leggi di conservazione iperboliche, tutti contributi attinenti sia alla matematica che alla scienza computazionale.

## Biografia
Peter David Lax nacque 1º maggio 1926 a Budapest e si trasferì con i genitori (Klara Kornfield e Henry Lax) a New York nel 1941; qui studiò al liceo di Stuyvesant.
S'iscrisse poi all'Università di New York dove ricevette sia la laurea nel 1947 con gli onori di Phi Beta Kappa che il dottorato nel 1949 con Kurt Friedrichs.
Nel frattempo nel 1948 si sposò con Anneli Cahn, anche lei matematica.
Terminati gli studi, Lax ottenne la posizione presso il Dipartimento di Matematica al Courant Institute of Mathematical Sciences dell'Università di New York. 
In una pubblicazione del 1958 Lax formulò una congettura sulla rappresentazione matriciale dei polinomi iperbolici del terzo ordine che rimase indimostrata per oltre quarant'anni. L'interesse sulla “Congettura di Lax” crebbe nell'ambito matematico per le possibili applicazioni in diversi settori, fino a quando venne finalmente dimostrata essere vera nel 2003.
Lax fu anche membro della National Academy of Sciences degli USA e ottenne numerosi premi: il premio Chauvenet nel 1974, la National Medal of Science nel 1986, il Premio Wolf nel 1987 e il Premio Abel nel 2005.
Lax è morto il 16 maggio 2025, all’età di 99 anni, per amiloidosi.

## Omaggi
- Gli è stato dedicato un premio internazionale per giovani ricercatori.

## Libri
- P. D. Lax, Linear Algebra and Its Applications, 2nd ed., Wiley-Interscience, New York (2007).
- P. D. Lax, Hyperbolic Partial Differential Equations, American Mathematical Society/Courant Institute of Mathematical Sciences (2006)
- P. D. Lax, Functional Analysis, Wiley-Interscience, New York (2002)
- P. D. Lax and R. S. Phillips, Scattering Theory for Automorphic Functions Princeton University Press (2001)
- G. Boillat, C. M. Dafermos, P. D. Lax, T.-P. Liu, and T. Ruggeri, Recent Mathematical Methods in Nonlinear Wave Propagation, Springer (1996)
- P. D. Lax and R. S. Phillips, Scattering Theory, Academic Press (1989)
- P. D. Lax, Hyperbolic Systems of Conservation Laws and the Mathematical Theory of Shock Waves, Society for Industrial Mathematics (1987)
- P. D. Lax, S. Burnstein, and A. Lax, Calculus with Applications and Computing, Springer-Verlag, New York (1979)
- J. Glimm and P. D. Lax, Decay of Solutions of Systems of Nonlinear Hyperbolic Conservation Laws, American Mathematical Society (1970)
- Recent Advances in Partial Differential Equations
- Mathematical Aspects of Production and Distribution of Energy
- Nonlinear Partial Differential Equations in Applied Science